# Ishmael Koroma
Ishmael Jaw Jaw Koroma (6 juni 1996) is een Sierra Leoons voetballer die bij voorkeur als verdediger speelt. In 2014 verruilde hij Old Edwardians voor Nyköpings BIS. In 2014 debuteerde hij in het Sierra Leoons voetbalelftal.

## Interlandcarrière
Op 18 mei 2014 maakte Koroma zijn debuut voor het Sierra Leoons voetbalelftal. In de Afrika Cup-kwalificatiewedstrijd tegen Swaziland mocht hij na zestig minuten invallen voor Sulaiman Sesay-Fullah.
| Interlands van Ishmael Koroma voor Sierra Leone | Interlands van Ishmael Koroma voor Sierra Leone | Interlands van Ishmael Koroma voor Sierra Leone | Interlands van Ishmael Koroma voor Sierra Leone | Interlands van Ishmael Koroma voor Sierra Leone | Interlands van Ishmael Koroma voor Sierra Leone |
| №                                               | Datum                                           | Wedstrijd                                       | Uitslag                                         | Competitie                                      | Goals                                           |
| Als speler van Old Edwardians                   | Als speler van Old Edwardians                   | Als speler van Old Edwardians                   | Als speler van Old Edwardians                   | Als speler van Old Edwardians                   | Als speler van Old Edwardians                   |
| ----------------------------------------------- | ----------------------------------------------- | ----------------------------------------------- | ----------------------------------------------- | ----------------------------------------------- | ----------------------------------------------- |
| 1                                               | 18 mei 2014                                     | Swaziland – Sierra Leone                        | 1 – 1                                           | Afrika Cup 2015 (kwalificatie)                  | 0                                               |
| 2                                               | 31 mei 2014                                     | Sierra Leone – Swaziland                        | 1 – 0                                           | Afrika Cup 2015 (kwalificatie)                  | 0                                               |

Bijgewerkt op 6 juni 2015.